# Asiento registral
Se denomina asiento registral, en Derecho, a la constatación escrita en un registro y derivada de un título. En concreto, se suele referir a la anotación de un título o de otras situaciones derivadas de éste en el Instituto de la Función Registral, en el registro civil o en el mercantil, y los asientos que pueden hacerse son inscripciones, anotaciones, notas marginales, y cancelaciones. 
Las legislaciones suelen considerar que las inscripciones son los principales asientos porque dan fe de los datos más importantes y cuya constancia son el objetivo principal de este registro, como el nacimiento de un individuo, la fundación de una asociación, el cambio de estado civil, la defunción de una persona o la disolución de una sociedad comercial, etcétera; algunas legislaciones establecen las anotaciones marginales que se refieren a otros datos que la ley estima conveniente que tengan esta clase de asiento, como pueden ser un embargo sobre una finca u otro bien, asimismo las anotaciones no tienen en realidad un valor informativo para quien revise el registro. Las notas marginales suelen ser asientos que sirven para relacionar diversas inscripciones; las cancelaciones por su parte son asientos que declaran la nulidad de cualquiera de los otros asientos.
El asiento está constituido por las situaciones inscritas, y no debe confundirse con el título, que es el documento donde se fundamenta un derecho o un acto. Así un contrato de compra y venta sobre un inmueble (una casa o finca, por ejemplo) puede ser calificado como "título", pero para inscribir tal contrato en el registro es necesario hacerlo en un asiento registral, el cual resume los datos fundamentales contenidos en el título.
- Datos: Q5708281